# Existenční rizika vývoje umělé inteligence
Existenční rizika plynoucí z vývoje umělé inteligence shrnují hrozby, že dramatický pokrok ve vývoji umělé inteligence (AI) by mohl jednoho dne způsobit vyhynutí lidské rasy nebo jinou, podobně vážnou, katastrofou. Lidská rasa v současnosti dominuje nad ostatními druhy, jelikož lidský mozek má některé rozhodující schopnosti, které mozky zvířat postrádají. Pokud však AI předčí lidstvo v běžné inteligenci a stane se super-inteligencí, bude velmi mocnou a těžko řiditelnou, osud lidstva by tak tedy mohl silně záviset na rozhodnutích a jednání takové strojové inteligence.
O vážnosti různých rizikových scénářů se diskutuje a závisí na mnoha nevyřešených otázkách ohledně budoucího vývoje počítačové vědy. Dva hlavní zdroje obav jsou, že náhlá a nečekaná „exploze inteligence“ může překvapit nepřipravené lidstvo a že kontrola super-inteligentního stroje (nebo i jen snaha vštěpovat mu lidské hodnoty) může být mnohem větší problém než se naivně předpokládá.

## Stručný přehled
Vysokoškolská učebnice Artificial Intelligence: A Modern Approach od dvojice autorů Stuart Russell a Peter Norvig uvádí možnost, že schopnost AI systémů učit se „může způsobit jejich vývoj v systém s nepředvídatelným chováním“ jako jedno nejzávažnějších rizik, které z této technologie plyne. Citujíc hlavní pokroky v oblasti AI a potenciál enormních dlouhodobých zisků a nákladů, Otevřený dopis k pokročilé inteligenci z roku 2015 prohlásil:[zdroj?]
„Vzhledem k pokroku v oblasti AI nastává čas zaměřit výzkum nejen na samotné vytvoření AI, ale také na maximalizaci benefitů, které z ní společnosti poplynou. Takovéto úvahy inspirovaly AAAI 2008-09 Presidential Panel on Long-Term AI Futures a další projekty pro dopad AI a započali tak významné rozšíření pole působnosti samotné AI, které se doposud soustřeďovalo především na techniky respektující neutrální využití. Doporučujeme, aby se rozšířený výzkum zaměřil na to, že stále více schopné AI systémy budou robustní a prospěšné: naše AI systémy musí dělat to, co po nich chceme.“
Tento dopis byl podepsán několika akademickými i průmyslovými výzkumníky v oblasti AI, jako například president AAAI Thomas Dietterich, Eric Horvitz, Bart Selman, Francesca Rossi, Yann LeCun a zakladateli Vicarious a Google DeepMind.
Instituce jako Machine Intelligence Research Institute, Future of Humanity Institute, Future of Life Institute a Centre for the Study of Existential Risk se momentálně[kdy?] podílejí na snížení rizik souvisejících s pokročilou umělou inteligencí například pomocí výzkumu takzvané přátelské umělé inteligence.[zdroj?]

## Historie
Navštivte také:Technologická singularita
V roce 1965 I. J. Good vytvořil koncept dnes známý jako „exploze inteligence“:
Nechť je ultra-inteligentní stroj definován jako stroj, který daleko předčí všechny intelektuální aktivity jakéhokoliv člověka ať je jakkoliv inteligentní. Jelikož návrh stroje samotného je jednou z těchto intelektuálních aktivit, ultra-inteligentní stroj by mohl navrhnout ještě lepší stroj, čímž by nezpochybnitelně nastala „inteligenční exploze“, která by zanechala inteligenci člověka daleko za sebou. První ultra-inteligentní stroj by tedy byl posledním vynálezem, který by člověk musel kdy vytvořit, za předpokladu, že by stroj byl natolik poslušný, aby nám řekl, jak ho udržet pod kontrolou.
Příležitostné prohlášení od odborníků jako jsou Alan Turing, I. J, Good a Marvin Minsky naznačovala filozofické obavy, že by se super inteligence mohla vymknout kontrole, ale nebyla nepodniknuta žádné protiopatření. V roce 2000 počítačový vědec a spoluzakladatel společnosti Sun, Bill Joy sepsal vlivnou esej, „Why The Future Doesn't Need Us “, označující super inteligentní roboty jako jedno z několika nebezpečí pokročilých technologií pro přežití lidstva. Kolem roku 2015 veřejně známé osobnosti, od laureátů na Nobelovu cenu za fyziku jako Stephen Hawking a Frank Wilczek, přes počítačové vědce Stuarta J. Russela and Romana Yampolskiy, až po podnikatele Elona Muska a Billa Gatese, vyjádřili znepokojení ohledně rizika kolem super inteligence. V dubnu 2016 časopis Nature uvedl: „Stroje a roboti, kteří plošně předčí člověka, by se mohly samy vylepšovat mimo naši kontrolu – a jejich zájmy by se nemusely shodovat s našimi.“

## Základní argumenty
Pokud je existence super inteligence možná, a pokud je možné, aby její cíle byly v konfliktu se základními lidskými hodnotami, může AI představovat risk vyhynutí lidstva. Super inteligence, která může být definována jako systém, který přesahuje lidské schopnosti ve všech relevantních ohledech, může kdykoliv přechytračit lidstvo a její cíle se mohou rozejít s těmi lidskými. Pokud tedy super inteligence nedovolí koexistenci s lidmi, první vytvořená super inteligence nevyhnutelně povede k vyhynutí lidí. 
Neexistuje žádný fyzikální zákon, který by zabraňoval částicím takové uspořádání, které by bylo schopné ještě pokročilejších výpočtů, než je uspořádání částic v lidském mozku. Vznik super inteligence může lidstvo překvapit bez varování. Explozivní změna je možná jakmile bude AI na lidské úrovni. Stroje s lidskou inteligencí by mohly opakovaně zlepšovat a posouvat svůj návrh ještě dále a rychle se stát super stroji. Stejně tak, jako jsou dnešní přeživší šimpanzi závislí na rozhodnutí lidí, mohlo by jednoho dne přežití lidí záviset na rozhodnutí a cílech super AI. Výsledkem by mohlo být lidské vyhynutí nebo nějaká jiná nezvratná globální katastrofa.